# Romeo
Romeo je moško osebno ime.

## Izvor imena
Ime Romeo izhaja iz italijanskega imena Romeo le ta pa iz latinskega Romaeus. Ime Romaeus povezujejo s srednjeveško latinsko besedo romaeus v pomenu »romar, ki je šel v Rim«. Nekateri pa ime Romeo razlagajo iz grške besede ρωμαιoς (rhōmáios) »rimski«, to je verjetno »grški rimski državljan«. Po prvi razlagi ima ime Romeo enak nekdanji pomen kot slovensko rómar, torej »tisti, ki je šel na božjo pot« 

## Različice imena
- moške različice imena: Romi, Romislav
- ženske različice imena: Romea, Romeja, Romi

## Pogostost imena
Po podatkih Statističnega urada Republike Slovenije je bilo na dan 31. decembra 2007 v Sloveniji število moških oseb z imenom Romeo: 117.

## Osebni praznik
Osebe z imenom Romeo praznujejo god 21. novembra (Romeo, španski redovnik, † 21. nov. v 13. stoletju).

## Zanimivosti
- Romeo je ime svetnika, španskega redovnika, ki je bil predstojnik dominikanskega samostana v Lyonu in Bordeaux, ki je umrl 21. nov. v 13. stol.
- Svetovno slavo pa je imenoma Romeo in Julija omogočil William Shakespeare s tragedijo Romeo in Julija.
- Topost noža Nemci izrazijo s primero Darauf kann man nach Rom reiten »na tem bi lahko jezdil v Rim«